# Blue Hills (Connecticut)
Blue Hills è un census-designated place (CDP) degli Stati Uniti d'America, situato nello stato del Connecticut, nella contea di Hartford.